# 泉崎三郎
泉崎 三郎（いずみさき さぶろう、1881年（明治14年）2月16日 - 没年不詳）は、朝鮮総督府官僚。愛知県瀬戸市長。

## 経歴
山形県に相浦秀逸の三男として生まれ、泉崎時蔵の養子となった。1911年（明治44年）に東京帝国大学法科大学独法科を卒業した。会計検査院書記を務め、高等文官試験に合格した。香川県属、熊本県上益城郡長、同天草郡長を務めた後、朝鮮総督府府道事務官に転じ、京畿道財務部長、江原道内務部長、釜山府尹、咸鏡南道内務部長、黄海道内務部長を歴任した。
1934年（昭和9年）に瀬戸市長に選出された。
その後、大阪繊維製品配給株式会社専務取締役を務めた。